# Satymkul Jumanazarov
Satymkul Jumanazarov (en kirghize : Сатымкул Жуманазаров, Satymkoul Djoumanazarov – né le 17 septembre 1951 dans le raïon de Kara-Buura, mort le 2 avril 2007 à Bichkek) est un athlète kirghize qui concourut pour l'Union soviétique. Son plus grand succès est la médaille de bronze obtenue lors du marathon des Jeux olympiques de 1980 à Moscou.

## Palmarès

### Jeux olympiques
- Jeux olympiques de 1980 à Moscou ( Union soviétique)
  -  Médaille de bronze sur le marathon